# Ritratto d'uomo con falcone
Il Ritratto d'uomo con falcone è un dipinto a olio su tela (109x94 cm) di Tiziano, databile al 1525 circa e conservato nel Joslyn Art Museum di Omaha, nel Nebraska. È firmato "Ticianvs f."

## Storia
L'opera venne già riferita, senza fondamento, al ritratto di Giorgio Cornaro o di Federico Gonzaga. Fu nelle collezioni del principe di Carignano, poi in quelle di Luigi Francesco di Borbone, poi ancora di Lord Carlysle a Castle Howard, E. F. Milliken a New York, E. Simon a Berlino, Lord Duveen a Millbank, A. W. Erikson a New York e infine in quella Wildenstein di New York, che poi la vendette al museo statunitense.

## Descrizione e stile
Sebbene non in condizioni di conservazione ottimali, l'opera è un eccellente esempio della ritrattistica di Tiziano della prima maturità, caratterizzata da un'accurata focalizzazione psicologica sul personaggio, sulla verosimiglianza al naturale e sulla ricchezza cromatica.
Il gentiluomo protagonista è ritratto a mezza figura su sfondo scuro, mentre tiene un guantone sul braccio sinistro su cui ha appoggiato un falcone, che accarezza con la destra e fissa intensamente con lo sguardo. La caccia, in particolare quella al falcone era il passatempo preferito 
della nobiltà europea e mantenere un animale del genere era estremamente dispendioso. Per questo viene descritta con attenzione l'attrezzatura necessaria, dal guanto in pelle spessa al cappuccio ornato per il volatile, fino alle cinghie in pelle, decorate da campanelle. In basso a sinistra si affaccia poi un segugio.
L'uomo indossa un vestito nero, con la spada alla cintura ed è pienamente aggiornato alla moda dell'epoca, che prediligeva le barbe lunghe e folte. Le tonalità calde e scure dominanti erano tipiche della ritrattistica veneziana dell'epoca.